# Zatrephes fallax
Zatrephes fallax là một loài bướm đêm thuộc phân họ Arctiinae, họ Erebidae.